# Ochthebius apicalis
Ochthebius apicalis är en skalbaggsart som beskrevs av Sharp 1882. Ochthebius apicalis ingår i släktet Ochthebius och familjen vattenbrynsbaggar. Inga underarter finns listade i Catalogue of Life.